# Пипери (Челић)
Пипери је насељено мјесто у општини Челић, Босна и Херцеговина.

## Историја
До рата је ово насеље било у саставу општине Лопаре.

## Становништво
|             | 2013.       | 1991.          | 1981.          | 1971.          |
| Укупно      | 42 (100,0%) | 1 113 (100,0%) | 1 059 (100,0%) | 1 213 (100,0%) |
| Срби        | 27 (64,29%) | 1 019 (91,55%) | 1 028 (97,07%) | 1 197 (98,68%) |
| Бошњаци     | 15 (35,71%) | 14 (1,258%)1   | 15 (1,416%)1   | 4 (0,330%)1    |
| Остали      | –           | 56 (5,031%)    | 1 (0,094%)     | 6 (0,495%)     |
| Југословени | –           | 19 (1,707%)    | 12 (1,133%)    | 4 (0,330%)     |
| Хрвати      | –           | 5 (0,449%)     | 3 (0,283%)     | 2 (0,165%)     |

1. 1 На пописима од 1971. до 1991. Бошњаци су пописивани углавном као Муслимани.